# Incendio de York
El incendio de York fue un gran incendio forestal en la Reserva Nacional Mojave en el condado de San Bernardino, California, y en el condado de Clark, Nevada. El incendio quemó 93 078 acres (37 667,4 ha). La causa del incendio no se ha determinado.

## Trasfondo
La Reserva Nacional Mojave experimentó una mayor frecuencia de incendios en la década anterior al incendio de York, con un número cada vez mayor de pastos invasores en los desiertos de Mojave y Colorado. El invierno húmedo de California de 2022 y 2023 fue otro factor que contribuyó a llenar el desierto de maleza que se convirtió en el combustible para el incendio de York. El último gran incendio en la Reserva fue el Dome Fire iniciado por un rayo en 2020, que quemó 43 273 acre (17 512 ha) y mató a más de un millón de árboles de Josué.

## Historia

### Julio
El incendio empezó el 28 de julio de 2023 en terreno privado, cerca de las montañas de Nueva York dentro de la Reserva Nacional Mojave en el este del condado de San Bernardino. Se observó por primera vez el incendio en el área del Caruthers Canyon. En la mañana del 29 de julio, después de arder activamente durante la noche, el incendio ya había quemado un total de 4200 acres (1699,7 ha). Las condiciones climáticas no cooperaron para los bomberos: las brisas del sur y suroeste ayudaron a empujar el fuego hacia el noreste, y lluvias y tormentas ocasionales cercanas generaron vientos repentinos y erráticos. Esto permitió que el fuego se propagara rápidamente hacia el norte: en la tarde del 29 de julio, se estimaba que el incendio había quemado aproximadamente 30 000 acres (12 140,6 ha), manteniéndose con 0% de contención.
A la mañana siguiente, el 29 de julio, se mapeó el incendio en más de 68 000 acres (27 518,6 ha), convirtiéndose en el mayor incendio forestal del año en Estados Unidos (superando al incendio de Newell Road en Washington). Aproximadamente a las 3:30 pm del 30 de julio, el incendio atravesó la frontera del estado de Nevada hasta el condado de Clark, quemando un número desconocido de acres dentro del Monumento Nacional Avi Kwa Ame. La lucha contra el incendio se vio complicada debido a las restricciones a tácticas ecológicamente dañinas, como el uso de excavadoras para raspar los cortafuegos.

## Impacto

### Cierres
Se implementaron cierres en múltiples caminos y campamentos en la Reserva. Secciones de la ruta estatal 164 y la U.S. Route 95 en Nevada se cerraron temporalmente debido a las condiciones peligrosas de conducción debido al incendio del 30 de julio.

### Daño
El incendio de York destruyó tres estructuras en Caruthers Canyon el 28 de julio, incluida la Casa Kousch, una vivienda desocupada propiedad del Servicio de Parques Nacionales. El edificio era elegible para el Registro Nacional de Lugares Históricos, pero aún no figuraba en él.

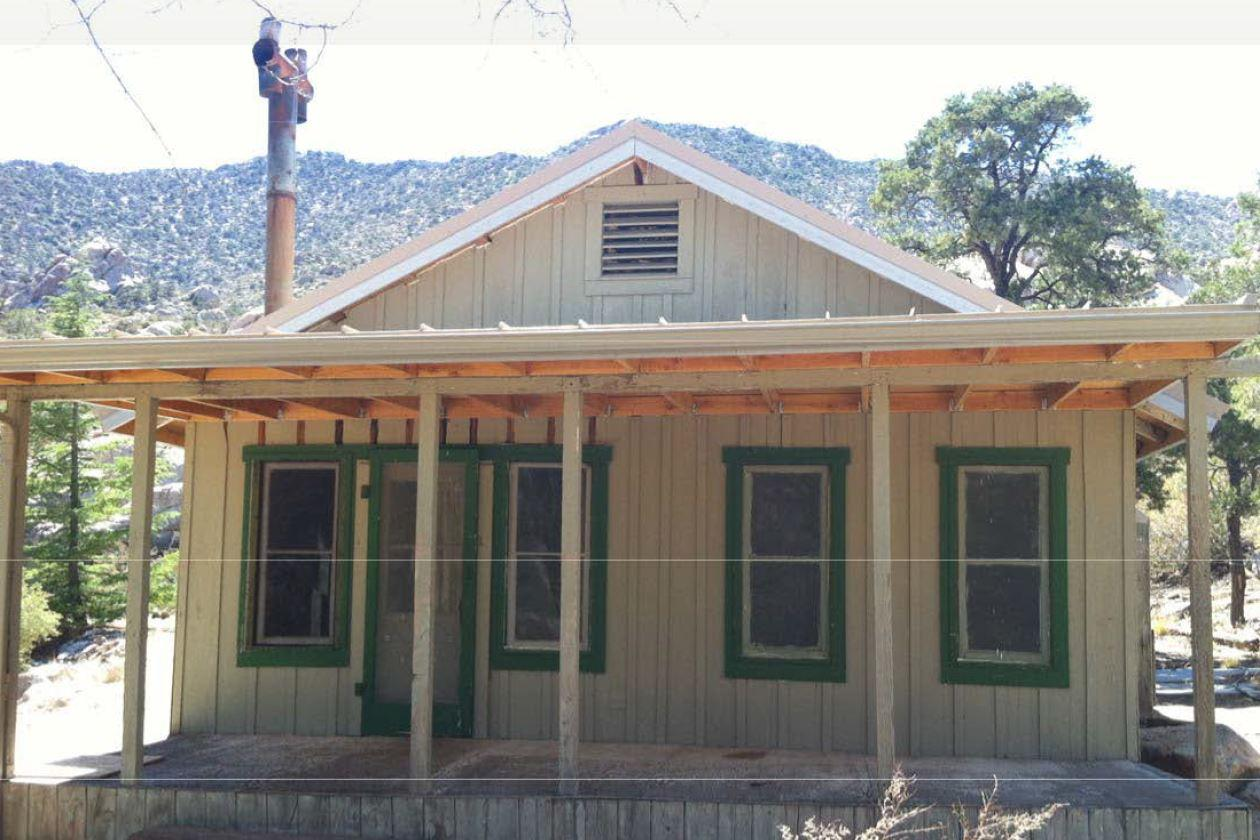
La Casa Kousch antes de ser destruida por el incendio